# Cable de Categoría 1
Cable de Categoría 1 (Cat 1) , también conocido como cobre de grado de voz, es un tipo de cable UTP (Unshielded Twisted Pair o par trenzado sin blindaje) diseñado originalmente para comunicaciones telefónicas. Durante mucho tiempo, fue el cableado local más común para este propósito. 
Lanzado alrededor de 1880, el cable Cat 1 fue ampliamente utilizado para redes destinadas exclusivamente a la transmisión de tráfico de voz, como las líneas telefónicas convencionales.
La frecuencia máxima de transmisión adecuada para un cable Cat 1 es de 1 MHz.. Aunque no está diseñado para la transmisión de datos, en la década de 1980 fue utilizado por Apple Macintosh mediante PhoneNet de Farallon Computing/NetTopia, una implementación del estándar de hardware de red LocalTalk de Apple). 
El estándar TIA/EIA-568-B, creado por la Electronic Industries Alliance (EIA) y la Telecommunications Industry Association (TIA), no incluye oficialmente al Cat 1, ya que estas normativas solo abarcan desde la Categoría 3 en adelante. Sin embargo, el término Categoría 1 se ha convertido en un estándar de facto, adoptado inicialmente por el distribuidor Anixter International para referirse a cables de Nivel 1.